# Maison natale du maréchal Joffre
La maison natale du maréchal Joffre ou musée du Maréchal Joffre est un musée consacré à la mémoire du maréchal de France Joseph Joffre, à Rivesaltes (Pyrénées-Orientales). Ce musée a été inauguré le 10 janvier 1987.
En juin 2011, il a reçu le label « Maison des Illustres » du ministère de la Culture.

## Localisation
La maison est située au n° 11 de la rue du Maréchal-Joffre, dans le centre-ville de Rivesaltes.

## Description
La maison comporte trois niveaux :
- au rez-de-chaussée  dans l'écurie et l'atelier de tonnellerie de ses parents sont évoquées sa vie et sa carrière ;
- au premier étage, certaines pièces de l'appartement familial sont aménagées. Dans le cabinet de travail, meublé avec les éléments authentiques de son bureau sont exposés des bronzes, des souvenirs historiques et les cadeaux offerts à Joffre par les Catalans de Barcelone et ceux d'Amérique du Sud lors de son passage à Barcelone en 1920. La chambre natale et la cuisine ont été reconstituées. Dans l'antichambre, figurent des tenues de fantassin et la vareuse que le maréchal Joffre portait lors de son passage à Barcelone en 1920 ;

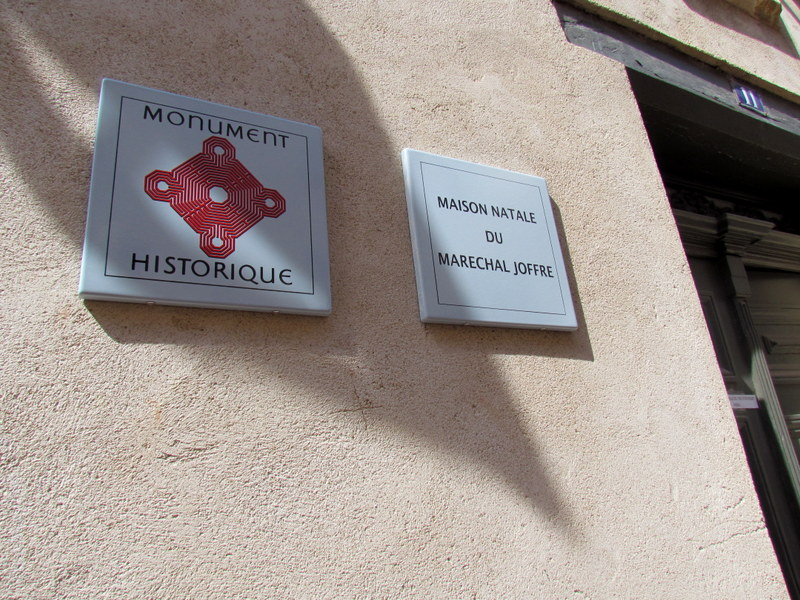
le grenier, ancien pailler, est consacré à la bataille de la Marne : un plan relief animé décrit la situation militaire, complété par la projection d'un diaporama.  - Façade. Plaque monument historique.
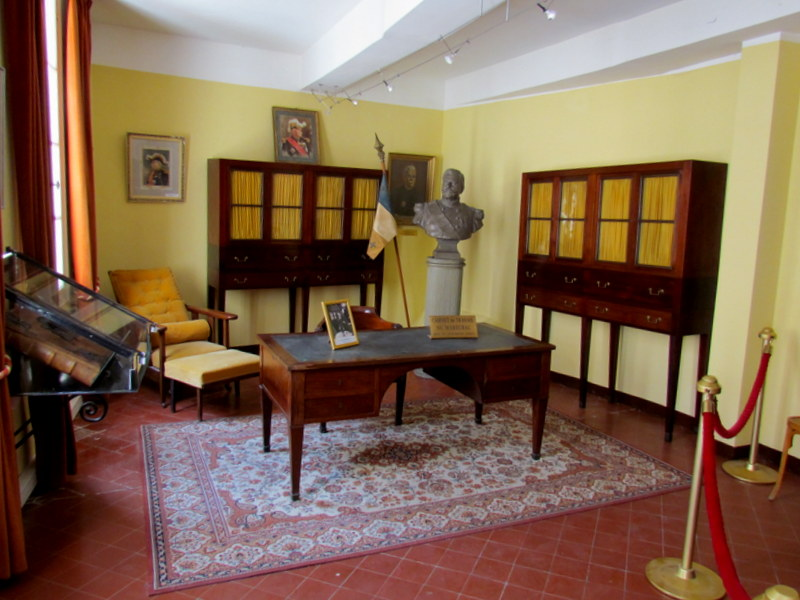
Bureau qui était rue de Lamballe à Paris où Joffre a écrit ses mémoires.
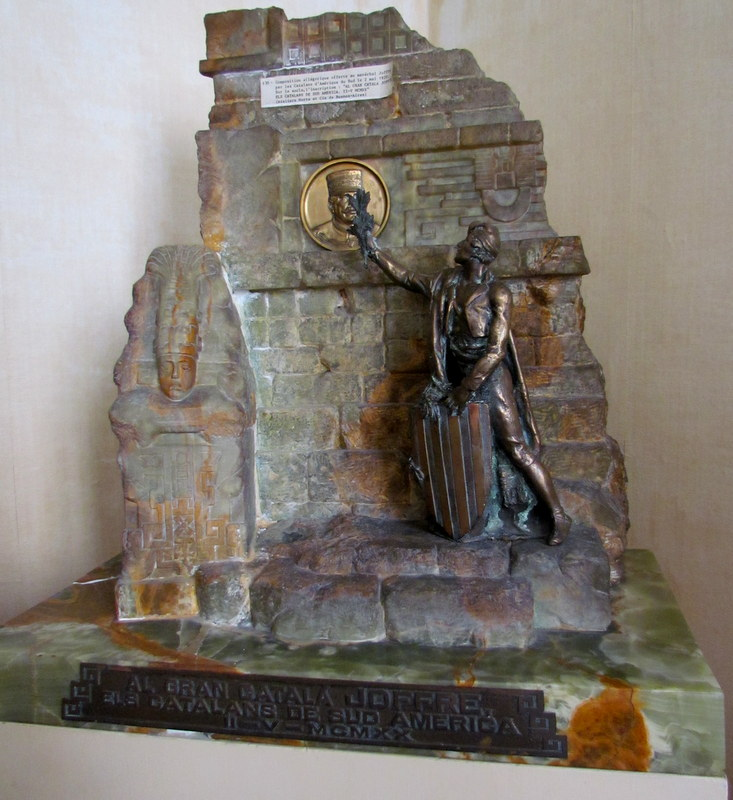
Allégorie offerte par les Catalans d' Amérique du Sud. 1920
  - Bureau qui était rue de Lamballe à Paris où Joffre a écrit ses mémoires.
  - Allégorie offerte par les Catalans d' Amérique du Sud. 1920

## Collections
Le musée présente des collections, des souvenirs et des documents qui témoignent de la grande popularité du personnage. Sa maison permet de mieux découvrir l'homme et son parcours hors du commun.
Le musée s'est enrichi d'une collection d'objets militaires « 14 18 » pour des missions pédagogiques (le « rallye Joffre ») et de mémoire.
Le musée continue à s'enrichir à travers les généreuses donations, propose des expositions temporaires chaque année, et continue la rénovation de ses pièces.

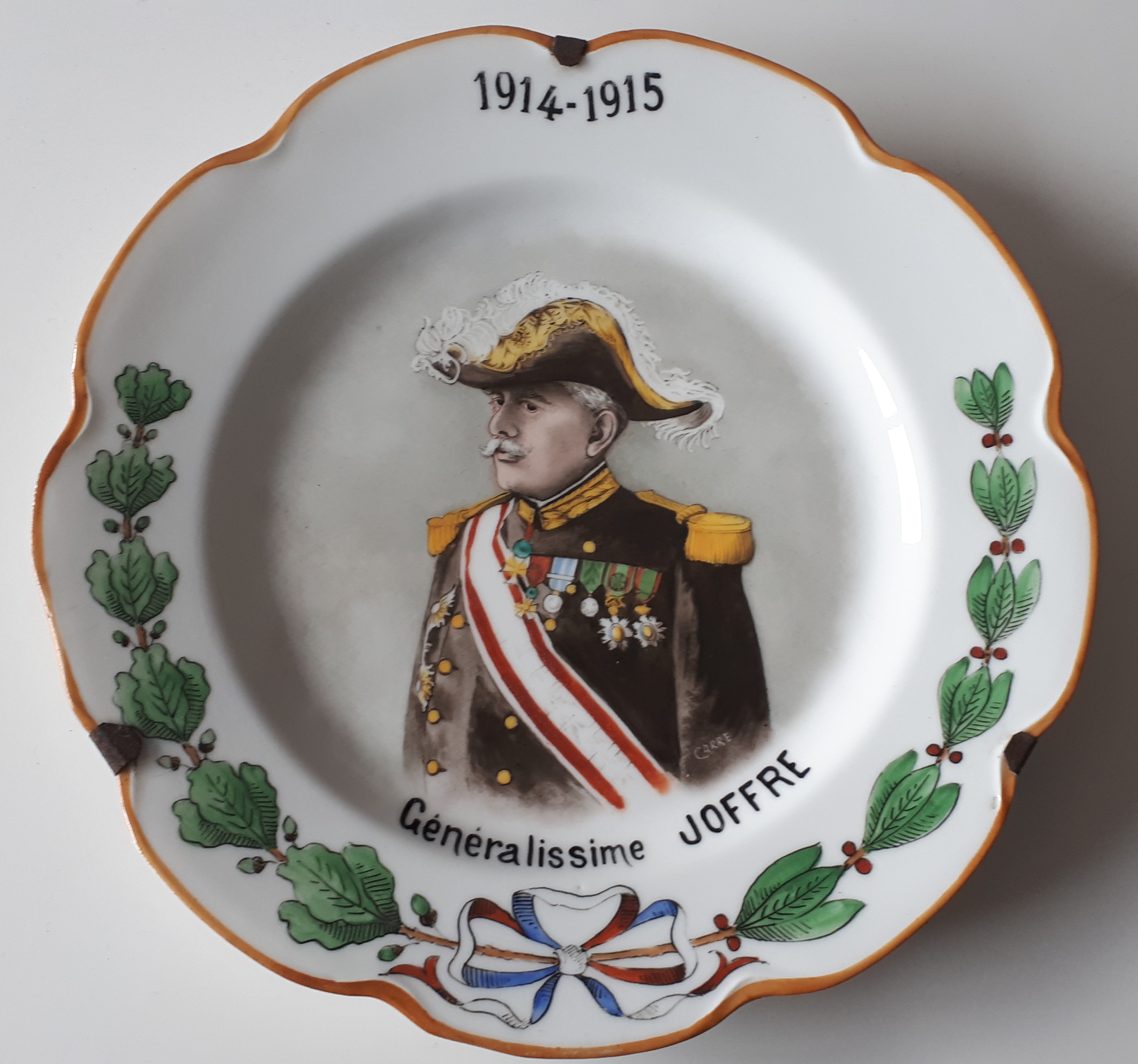
Une assiette « Joffre ».

Pour les saisons estivales 2021 à 2023, le musée a exposé une collection unique au monde : la Joffromania. Cette collection regroupe tous les objets patriotiques représentant le maréchal Joffre.

## La gastronomie
Lors des journées du patrimoine et dans le cadre des six cents ans du muscat de Rivesaltes, la maison-natale - musée du maréchal Joffre présente le gâteau Joffre pour le faire redécouvrir au public.
Cette pâtisserie a été créée en janvier 1920, après la Première Guerre mondiale, quand le maréchal Joffre partit en Roumanie afin de remettre au nom de la France la médaille militaire au roi Ferdinand Ier de Roumanie et la croix de guerre à la ville de Bucarest au Palais des Arts du parc Carol à Bucarest. Après cette cérémonie, un banquet fut organisé au fameux restaurant Casa Capșa, où un pâtissier créa un gâteau au chocolat nommé « Joffre » en l'honneur du prestigieux invité.

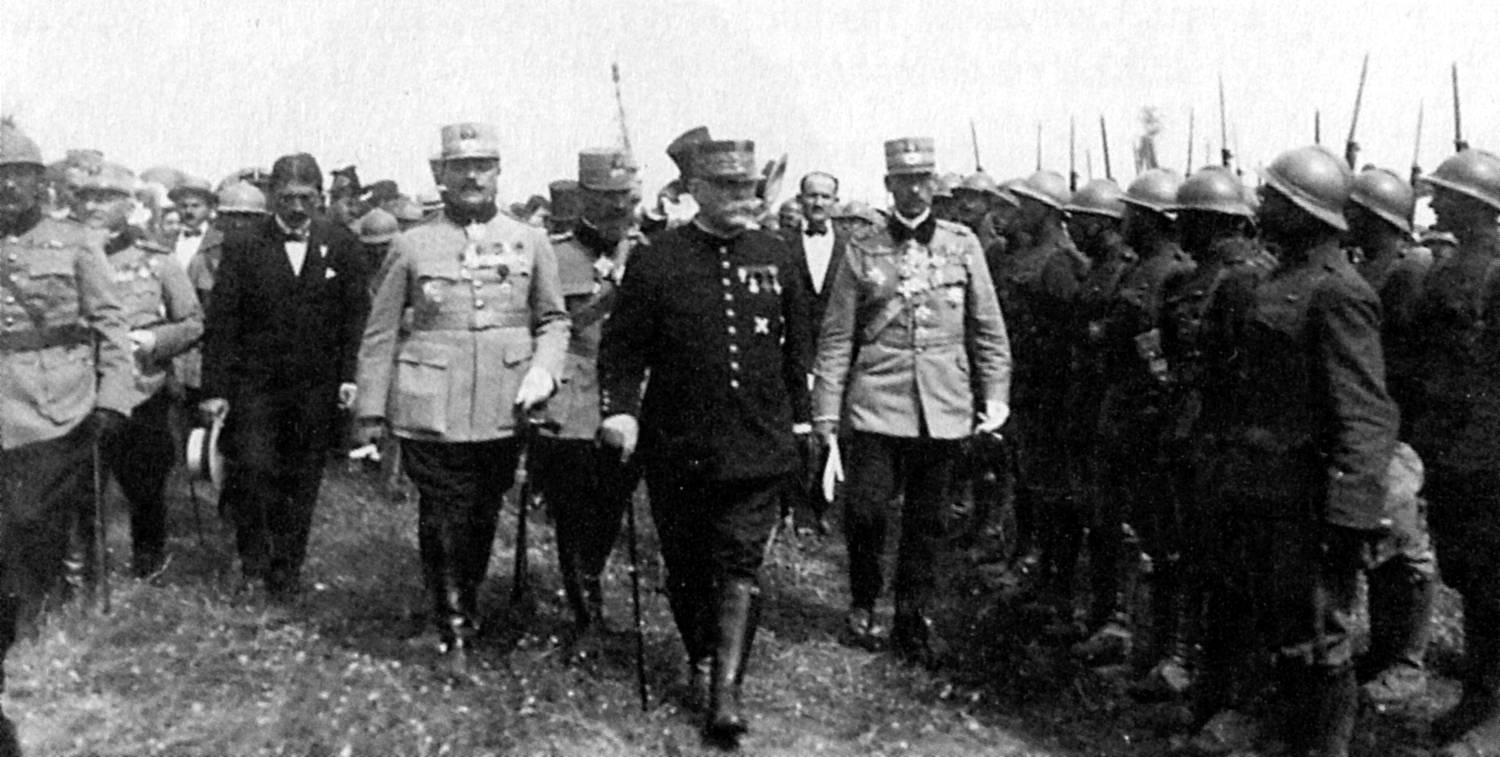
Le maréchal Joffre en Roumanie

Le gâteau, à la fois aimé du général mais aussi des Roumains, est devenu depuis un classique de la pâtisserie roumaine.
Le musée a également présenté le vin "Le Canon du Maréchal" qui est issue des anciens vignes du maréchal et racheté par la cave Cazès de Rivesaltes.

## Historique

Le maréchal Joffre

Dès la mort du maréchal Joffre en 1931, il est question de créer un musée dans sa maison natale. Un dossier est ouvert pour son inscription au titre des monuments historiques en 1935, et le classement est effectif en 1938.
La maison, à la suite du partage des biens des parents Joffre échoit à leur fils Jaques, et au décès de ce dernier sa fille Andrée en hérite.
La maison est alors louée jusqu'en 1972 puis laissée à l'abandon. Grâce au Docteur Émile Parès, alors maire, Andrée Joffre ne fait aucune difficulté pour la céder en viager à la commune de Rivesaltes. Les travaux urgents d'entretien et de préservation sont alors entrepris.
En 1984, sous l'impulsion de son successeur, André Bascou, un comité, avec à sa tête le général Aristide Cortale, est créé afin de réaliser le projet. Il obtient du service historique de l'armée de terre les panneaux qu'il avait réalisés pour le 70ème anniversaire de la bataille de la Marne. Grace au colonel Maurice Delrue:   Jean Griot, légataire universel du maréchal Joffre, donne au musée le mobilier du bureau où Joffre avait écrit ses mémoires alors qu'il habitait avenue de Lamballe à Paris, ainsi que de nombreux objets personnels.
Un arrêté du 20 avril 1938 signé de Jean Zay, alors ministre de l'éducation nationale, l'inscrit à l'inventaire supplémentaire des monuments historiques.Un musée consacré a celui qui l'a vu naitre y est installé depuis son inauguration le 10 janvier 1987.
En juin 2011 le label Maisons des Illustres lui est attribué par le Ministère de la Culture.
Depuis 2015, Guy Roger, successeur du Général Cortale, et le comité pérennisent l'héritage du maréchal Joffre à travers des expositions temporaires, partenariats avec d'autres musées, enrichissement permanent de la collection Joffre et en modernisant progressivement le musée.
Depuis janvier 2021, l'association " Comité Joffre" est reconnu d'intérêt général. Cette reconnaissance encourage la donation défiscalisée et le mécénat participatif.